# Jean Janssens
Jean Janssens (* 28. září 1944, Beveren) je bývalý belgický fotbalista, útočník, levé křídlo. V roce 1979 byl vyhlášen belgickým fotbalistou roku.

## Fotbalová kariéra
V belgické lize hrál za KSK Beveren, se kterým získal v roce 1979 mistrovský titul a v roce 1978 belgický fotbalový pohár. Kariéru zakončil v nižších soutěžích v týmuh KSV Bornem. V Poháru mistrů evropských zemí nastoupil ve 2 utkáních a dal 1 gól, Poháru vítězů pohárů nastoupil v 8 utkáních a dal 2 góly a v Veletržním poháru nastoupil v 6 utkáních a dal 2 góly. Za reprezentaci Belgie nastoupil v letech 1969–1979 v 7 utkáních a dal 1 gól. 

## Ligová bilance
| Ročník                     | Zápasy | Góly | Klub        |
| -------------------------- | ------ | ---- | ----------- |
| 2. belgická liga 1966/1967 | -      | -    | KSK Beveren |
| 1. belgická liga 1967/1968 | -      | 10   | KSK Beveren |
| 1. belgická liga 1968/1969 | -      | -    | KSK Beveren |
| 1. belgická liga 1969/1970 | -      | -    | KSK Beveren |
| 1. belgická liga 1971/1971 | -      | -    | KSK Beveren |
| 1. belgická liga 1971/1972 | -      | -    | KSK Beveren |
| 2. belgická liga 1972/1973 | -      | -    | KSK Beveren |
| 1. belgická liga 1973/1974 | -      | -    | KSK Beveren |
| 1. belgická liga 1974/1975 | -      | -    | KSK Beveren |
| 1. belgická liga 1975/1976 | -      | -    | KSK Beveren |
| 1. belgická liga 1976/1977 | -      | -    | KSK Beveren |
| 1. belgická liga 1977/1978 | -      | -    | KSK Beveren |
| 1. belgická liga 1978/1979 | -      | -    | KSK Beveren |
| 1. belgická liga 1979/1980 | -      | -    | KSK Beveren |
| 1. belgická liga 1980/1981 | 29     | 5    | KSK Beveren |
| 1. belgická liga 1981/1982 | -      | -    | KSK Beveren |
| CELKEM 1. belgická liga    | -      | -    |             |